# Myrtle (Mississippi)
Pour les articles homonymes, voir Myrtle.
Myrtle est une ville américaine située dans le comté d'Union, dans le Mississippi. Selon le recensement de 2020, sa population est de 484 habitants.